# Предраг Котур
Предраг Котур (Карловац, 13. јануар 1984) је српски позоришни, филмски и телевизијски глумац.
Дипломирао је глуму на Факултету уметности Универзитета у Приштини, у класи професора Јовице Павића и Светозара Рапајића. Прве глумачке кораке начинио је у родном Карловцу, у позоришту „Зорин дом“, а потом наставио у Прокупљу, где је завршио Основну школу „Никодије Стојановић Татко“ и Средњу медицинску школу „др Алекса Савић“.
Котур је наступао на сценама у Пироту, Краљеву, Мостару, Сарајеву и Загребу, а своју каријеру наставља у Београду, као и у другим градовима региона. Кратко је живео и радио у Дохи, Катар, где је био ангажован на дечјем каналу „Бараем телевизија“.
Оснивач је и директор „Прокупачког фестивала комедије“ и продукцијске куће „Арт & Арте продукција“. Поред глуме, бави се и режијом и продукцијом. Тренутно ради као радио водитељ на „ХитФМ радију“ у оквиру јутарњег програма „Најбоље јутро“.
Активно се залаже за оснивање професионалног позоришта у Прокупљу.

## Значајније улоге
Позориште:
- Филип – Драги тата, Народно позориште Пирот
- Предраг – Ода радости, Мостарски театар младих
- Крсман – Камен за под главу, Краљевачко позориште
- Миланче – Вина и пингвина, Краљевачко позориште
- Лепи – Удај се мушки, Испад продукција, Београд

Телевизија:
- Наредник Мараш – Корени
- Инспектор Јевтовић – Ургентни центар
- Иван Пернар – Краљ
- Душко Маричић Гумар – Сабља
- Сретен – Сумпор